# Bells of Coronado
Bells of Coronado è un film del 1950 diretto da William Witney.
È un musical western statunitense con Roy Rogers, Dale Evans e Pat Brady.

## Produzione
Il film, diretto da William Witney su una sceneggiatura di Sloan Nibley, fu prodotto da Edward J. White, come produttore associato, per la Republic Pictures e girato a Palmdale, Littlerock Dam (Pearblossom) e nel Sable Ranch a Santa Clarita, in California.

## Colonna sonora
- Save a Smile For a Rainy Day - scritta da Sid Robin e Foy Willing
- Got No Time For the Blues - scritta da Sid Robin e Foy Willing
- Bells of Coronado - scritta da Sid Robin e Foy Willing, parole di Aaron González

## Distribuzione
Il film fu distribuito negli Stati Uniti dall'8 gennaio 1950 al cinema dalla Republic Pictures.
Altre distribuzioni:
- in Finlandia il 28 settembre 1951 (Taistelu uraanista)
- in Cile (Campanas de justicia)
- in Brasile (Médico da Roça)

## Promozione
La tagline è: "Atomic Thrills... Hit the saddle with Roy and the gang... On the trail of Uranium smugglers!".